# Токтаган, Айтжан Есенулы
Айтжан Есенулы Токтаган (каз. Айтжан Есенұлы Тоқтаған; 5 ноября 1946; Жанибекский район, Западно-Казахстанская область, КазССР, СССР) — казахстанский домбрист, кюйши, учёный-исследователь домбрового искусства и традиционной народной музыки, музыкальный педагог, профессор. Заслуженный работник культуры Республики Казахстан, кавалер ордена «Курмет».
Автор произведений, нотных сборников о жанре традиционного кюя и инструментального исполнительства.

## Биография
Родился 5 ноября 1946 года в Жанибекском районе Западно-Казахстанской области.
В 1967 году поступил в Казахскую национальную консерваторию имени Курмангазы на факультет народных инструментов по классу домбры, которую окончил в 1972 году. (класс Заслуженного артиста Казахской ССР, профессора Бахыта Карабалиной).
С 1972 года — солист, домбрист Казахского государственного академического оркестра народных инструментов имени Курмангазы.
В составе оркестра гастролировал во всех регионах республики, государствах СНГ и за рубежом во Франции, Польше, Венгрии, Чехословакии, Монголии, Сирии, Финляндии, Турции, Италии, Японии, Америке, Китае и др.
С 1972 года — преподаватель домбры Алматинского музыкального училища им. Чайковского.
С 1977 года — преподаватель, доцент, профессор класса домбры факультета народных инструментов Казахской национальной консерватории.
В настоящее время преподаватель, профессор кафедры домбры факультета традиционного музыкального искусства Казахского национального университета искусств (г. Астана).

## Творчество
В репертуаре кюи Курмангазы, Даулеткерея, Мамена, Туркеша, Дины Нурпеисовой, Сейтека Оразалыулы, Окапа и Кали Жантлеуова и др. С исполнительским мастерством внес большой вклад в развитие казахского кюя.

### Избранные кюи
- каз. «Кербез қыздың жүрісі-ай» Есбай Балустаулы;
- каз. «Домалатпай» Дина Нурпеисова;
- каз. «Жетім бала» Дина Нурпеисова;[4]
- каз. «Бұлбұл» Дина Нурпеисова;
- каз. «Әсем қоңыр» Дина Нурпеисова;
- каз. «Қара жаяу» Богда;
- каз. «Арба соққан» Курмангазы Сагырбайулы;
- каз. «Байжұма» Курмангазы;
- каз. «Қайран шешем» Курмангазы;
- каз. «Саржайлау» Таттимбет;
- каз. «Нарату» Абыл Таракулы;
- каз. «Желдіртпе Ақжелең» (казахский народный кюй);
- каз. «Ақшолпан» Мамен;
- «Прилет птиц» Казангап;[5]
- «Везучий иноходец» Сугир Алиулы;
- «Шарипа» Сейтек Оразалыулы;

Среди его студентов много лауреатов республиканских и международных конкурсов. Среди них:
- Туякберди Шамелов — домбрист, кюйши, народный артист Казахстана, профессор;
- Рухия Батыршиева — кюйши, заслуженный деятель Казахстана;
- Жексенбек Нуржауов — кюйши, заслуженный артист Республики Казахстан;
- Евгений Улугбашев — музыкант-мультиинструменталист, заслуженный артист России;
- Арман Жудебаев — ректор Казахской национальной консерватории, заслуженный деятель РК;
- Нуркен Аширов — директор республиканской музыкальной школы для одаренных детей имени А. Жубанова, заслуженный деятель РК;
- Батыржан Мыктыбаев — домбрист, заслуженный деятель РК, лауреат государственной премии «Дарын»;
- Ерлан Рыскали — исполнитель казахских народных и традиционных песен, заслуженный деятель РК;
- Мурат Абугазы — домбрист и исследователь кюев, доцент Казахской национальной консерватории, заслуженный деятель РК;
- Ержан Алимбетов — солист группы «Улытау», лауреат государственной премии «Дарын», заслуженный деятель культуры РК;

## Награды и звания
- Заслуженный работник культуры Республики Казахстан;
- Орден «Курмет» — за значительный вклад в воспитание молодого поколения казахских музыкантов, формирование национального сознания.;
- Нагрудный знак МОН РК «Отличник образования Республики Казахстан»;
- Нагрудный знак МОН РК «Почётный работник образования Республики Казахстан»;
- Благодарственное письмо Первого Президента Республики Казахстан (дважды);
- Награждён юбилейными и правительственными медалями Республики Казахстан;
- Медаль «20 лет независимости Республики Казахстан» (2011);
- Медаль «20 лет Ассамблеи народа Казахстана» (2015);
- Почётная грамота Ассамблеи народа Казахстана;